# B-Note Musikverlag
Der B-Note Musikverlag ist ein in Wersabe in der Gemeinde Hagen im Bremischen (Landkreis Cuxhaven) ansässiger Musikverlag mit Schwerpunkten auf Orgel-, Kirchen- und Orchestermusik.

## Geschichte
Der Verlag wurde 2003 vom Redakteur und Kirchenmusiker Boris Hellmers gegründet. Zunächst trug der Verlag den Untertitel „Musikverlag freier Werke“, da das Verlagsprogramm ausschließlich aus gemeinfreien Werken bestand, die als digitale Ausgaben angeboten wurden. Seit 2004 wurden auch Heftausgaben vertrieben, die heute fast ausschließlich angeboten werden. Das „freier Werke“ ist aus dem Untertitel verschwunden, da mittlerweile auch geschützte zeitgenössische Werke und Transkriptionen in eigenen Neuausgaben verlegt werden.

## Programm
Der Schwerpunkt des Verlages liegt im Bereich der romantischen und frühmodernen Orgelmusik. Für zahlreiche Komponisten dieser Epoche führt der Verlag heute das größte Repertoire an Nachdrucken und Neuausgaben. Weitere Schwerpunkte sind geistliche Musik für Chor und Orgel, Orchestermusik (Aufführungsmaterial) und Musik für Harmonium und Kunstharmonium.
Besondere Aufmerksamkeit erlangte der Verlag mit den ersten Ausgaben der Originalfassungen der Orchesterwerke George Gershwins, die bisher nur in bearbeiteten Fassungen erschienen waren. Mittlerweile umfasst der Katalog ca. 4500 Werke von mehr als 700 Komponisten.